# Minettia verticalis
Minettia verticalis är en tvåvingeart som beskrevs av Malloch 1928. Minettia verticalis ingår i släktet Minettia och familjen lövflugor.
Artens utbredningsområde är Franska Guyana. Inga underarter finns listade i Catalogue of Life.